# Anne Posthumus
Anne Posthumus (Ternaard, 23 maart 1929 - 6 juni 2004) was een Nederlands componist, militaire kapelmeester, muziekpedagoog en eufoniumspeler. Verschillende werken componeerde hij onder zijn pseudoniem: Roy Asher Lee.

## Levensloop
Posthumus studeerde aan het Koninklijk Conservatorium te Den Haag onder andere eufonium, HaFa-directie en muziektheorie. Hij slaagde in 1956 met hoge cijfers en een onderscheiding voor muzikaliteit. Zijn docenten waren G. Stam, Hendrik Andriessen, B. Renooy, O. Koumans en Jaap Geraedts.
Hij was dirigent in verschillende Nederlandse militaire kapellen, zoals van het Fanfarecorps van de Limburgse Jagers en van de Kapel van de Troepenmacht in Suriname (TRIS). Zijn verblijf in Suriname deed hem kennismaken met de Zuid-Amerikaanse ritmen en openbaarde hem het improvisatietalent der Surinamers dat zich uit in een wijze van musiceren die hij zich graag eigen maakte. Van zijn successen met het Fanfarecorps der Limburgse Jagers getuigen acht grammofoonplaten.
Aansluitend werd hij onderkapelmeester van de Kapel van de Koninklijke Luchtmacht en dan op 1 januari 1964 directeur van de Koninklijke Militaire Kapel. In deze functie verblijft hij tot begin 1978.
Posthumus heeft ook verdiensten om de bevordering van de amateuristische muziekbeoefening. Hij was van 1961 tot 1963 dirigent van de Harmonie "St. Pancratius", Nulland in Kerkrade en ook van het Christelijk Residentie Mannenkoor.
Hij was een veel gevraagd jurylid bij wedstrijden en concoursen, bijvoorbeeld tijdens het 5e Wereld Muziek Concours 1966 in Kerkrade.
Als componist schreef hij marsen voor militaire kapel of harmonieorkest.

## Composities

### Werken voor harmonieorkest
- 1949 Suite for wind band
- 1957 Festival Mars
- 1965 Sonatine
- 1970 Psalm
- Intrada en hymne
- Mars der Mobiele Colonnes
- Mars van de Technisch Specialisten
- Onder het Oog des Konings, mars